# ترور قاسم سلیمانی
در ساعت ۱:۰۷ بامداد (به وقت ایران) ۳ ژانویه ۲۰۲۰ مصادف با ۱۳ دی ۱۳۹۸، ارتش ایالات متحده آمریکا به دستور دونالد ترامپ، رئیس‌جمهور وقت آمریکا، قاسم سلیمانی را کشت. طی این حمله کاروان خودروهایی که از فرودگاه بین‌المللی بغداد برای انجام دیدار با نخست‌وزیر عراق خارج شده بودند، هدف راکت قرار گرفتند و چندین نفر دیگر از جمله ابومهدی المهندس جانشین فرماندهی و فرماندهٔ میدانی حشد شعبی، کشته شدند. به گفتهٔ حیدر العبادی، نخست‌وزیر پیشین عراق، پهپادهایی که خودروهای حامل قاسم سلیمانی را هدف گرفتند، «مجوز عراق را داشتند».
وزارت امور خارجه ایالات متحده آمریکا دلیل این حمله را بابت انتقام کشته شدن نیروهای خود توسط سپاه پاسداران و جلوگیری از هدف قرار دادن نیروهای آمریکایی توسط قاسم سلیمانی اعلام کرد.

## جزئیات
حدود ساعت ۱ بامداد جمعه ۳ ژانویه۲۰۲۰، در حمله هوایی آمریکا به دو خودرو در نزدیک فرودگاه بین‌المللی بغداد، قاسم سلیمانی و ابومهدی المهندس و ۸ نفر از همراهان آنان کشته شدند. در نخستین ساعات بامدادی گفته شد یک راکت به منطقه باربری فرودگاه بغداد اصابت کرده و دو خودرو آسیب دیده و چند نفر زخمی شدند. ساعاتی پس از آن گروه حشد شعبی شبه نظامیان نزدیک به جمهوری اسلامی ایران از کشته شدن یک مقام ارشد خود به همراه دو میهمان مهم خبر دادند. دقایقی بعد تلویزیون دولتی عراق اعلام کرد که یکی از کشته‌شدگان این حمله هوایی قاسم سلیمانی، فرمانده نیروی قدس سپاه پاسداران بوده است.
هواپیمای مسافربری ایرباس ای۳۲۰ حامل قاسم سلیمانی در ساعت ۱۲ نیمه‌شب به وقت ایران از دمشق برخاست و کمی مانده به یک و نیم بامداد جمعهٔ ایران در بغداد فرود آمد. از ساعاتی قبل از ورود هواپیما به بغداد، نشانه‌هایی از نزدیک بودن زمان ورود یک شخصیت مهم در فرودگاه دیده می‌شد و بعداً معلوم شد که نیروهای حشد شعبی در تدارک استقبال از قاسم سلیمانی بوده‌اند. دقایقی پس از فرود هواپیما و استقبال ابو مهدی المهندس از قاسم سلیمانی و همراهانش، آن‌دو به همراه سه تن دیگر سوار یک تویوتا شدند و پنج نفر دیگر در تویوتای دوم نشسته و به سوی شهر حرکت کردند. به نوشتهٔ وبسایت اینتلی تایمز، از لحظهٔ فرود هواپیما تا شلیک راکت از پهپادها، بیش از ۱۵ دقیقه طول نکشیده است.
یاهو نیوز در مصاحبه با ۱۵ شخصیت سیاسی-امنیتی آمریکایی گزارشی منتشر نمود که در آن بیان شده بود ایده این عملیات از ابتدای دوره ریاست جمهوری ترامپ و زمانی که مایک پومپئو ریاست سیا را بر عهده داشت ایجاد شد. در ابتدا وزارت دفاع و مدیریت اطلاعات ملی آمریکا با این ایده مخالف بودند ولی بعد از حمله راکتی به نیروهای آمریکایی مستقر در عراق که منجر به کشته‌شدن یک شهروند این کشور شد، آنها نیز متقاعد شدند تا این طرح را به ترامپ پیشنهاد دهند. به گفته این گزارش، این عملیات با کمکهای اطلاعاتی نیروهای اسرائیلی و اقلیم کردستان صورت گرفته است. به این ترتیب که اسرائیلی‌ها اطلاعات مربوط به تحرکات سلیمانی را براساس شنود از تلفن همراه او به‌دست آورده و در اختیار آمریکایی‌ها قرار داده بودند. و این در حالی بوده که سلیمانی در شش ساعت منتهی به حادثه سه بار گوشی خود را عوض کرده بود. از مدتها قبل نیروهای اسرائیلی به آمریکاییها اطلاع داده بودند که ایران قصد خرید گوشی‌های پیشرفته برای فرماندهان نیروی قدس را از کشورهای عرب خلیج فارس دارد. آمریکاییها با نفوذ به شبکه فروشندگان این گوشی‌ها توانستند گوشی‌های آلوده به نرم‌افزار استراق سمع به آنها بفروشند. فرمانده نیروهای سپاه قدس در یمن نیز از اهداف این حمله بود که جان سالم به در برد.
گزارش یاهونیوز نقش مأموران واحد ضدتروریستی اقلیم کردستان را این‌طور توضیح می‌دهد که آنها با لباس مبدل در فرودگاه حضور داشتند و هدایت هواپیمای حامل سلیمانی به سمت توقف‌گاه و همچنین تخلیه بار همراه آن بر عهده آنها بود. به علاوه یکی از آنها که لباس پلیس بغداد را به تن داشت، پس از حمله به خودروهای منهدم شده نزدیک شد و پس از گرفتن چند عکس، به جمع‌آوری نمونه دی ان ای کشته شدگان برای شناسایی اقدام کرد.

## زمینه
- نوشتارهای وابسته: جنگ نیابتی ایران و آمریکا، بحران خلیج فارس، حمله هوایی به پایگاه کی-۱، بمباران ۵ پایگاه کتائب حزب‌الله توسط آمریکا و حمله به سفارت آمریکا در عراق

تنش بین حکومت‌های ایران و آمریکا از ۲۷ دسامبر ۲۰۱۹ و زمانی بالا گرفت که یک پیمانکار آمریکایی در حملهٔ راکتی نیروهای کتائب حزب‌الله به یک پایگاه هوایی در شهر کرکوک کشته شد. گروه شبه‌نظامی شیعهٔ کتائب حزب‌الله شاخه‌ای از حشد شعبی است که توسط حکومت ایران پشتیبانی می‌شود. دولت ایالات متحده در اقدامی تلافی‌جویانه، چندین حمله به پایگاه‌های کتائب در عراق و سوریه انجام داد که گفته می‌شود حداقل ۲۵ نفر در این حمله‌ها کشته شدند. در ۳۱ دسامبر صدها معترض و نیروهای شبه نظامی وابسته به ایران به سفارت ایالات متحدهٔ آمریکا در منطقه سبز بغداد یورش بردند و بخشی از دیوار سفارت و همین‌طور پست بازرسی خارج ساختمان را به آتش کشیدند که در نتیجه نیروهای امنیتی برای متفرق کردن آنها متوسل به شلیک گاز اشک‌آور شدند.
پس از پایان غائله و برقراری امنیت سفارت، ترامپ در توییتی نوشت: «ایران بابت جان‌های از دست‌رفته و خسارت‌های وارد آمده به هر کدام از تأسیسات ما باید پاسخگو باشد. آنها بهای بسیار سنگینی خواهند پرداخت. این هشدار نیست، تهدید است. سال نو مبارک!» بنابر گزارش نیویورک تایمز، ترامپ تلاش می‌کرده است که نظرها را جلب اثر ایران در بغداد کند. یک روز بعد سید علی خامنه‌ای طی یک سخنرانی و در رد سخنان رئیس‌جمهور آمریکا گفت: «اولاً غلط می‌کنید زیرا این موضوع ربطی به ایران ندارد. ثانیاً باید منطقی باشید و بفهمید که علت اصلی این قضایا چیست. البته آنها منطقی نیستند». این درحالی بود که مهاجمان بر روی دیوار سفارت آمریکا در عراق عبارت «سلیمانی رهبر ماست» را نوشته بودند.
در شهریور ۹۹، در کتاب خشم نوشته باب وودوارد جزئیات جدیدی از کشته شدن قاسم سلیمانی منتشر شد. لیندزی گراهام چهره حزب جمهوری‌خواه و موافق حمله نظامی به ایران، در ۳۰ دسامبر ۲۰۱۹ او در هنگام بازی گلف با دونالد ترامپ در مورد کشتن قاسم سلیمانی هشدار داد و میک مالوِینی، رئیس دفتر وقت ترامپ، از گراهام خواست تا در این باره با ترامپ ملاقات و صحبت کند. (که نشان می‌دهد ترامپ مدت‌ها قبل به فکر کشتن سلیمانی بوده است) گراهام به ترامپ هشدار داد که کشتن او «بازی جدیدی» را به وسط می‌آورد و «قدم بزرگی» است و می‌تواند باعث «جنگی تقریباً تمام و کمال» شود. پیشنهاد سناتور این بود که کسی در رده پایین‌تر کشته شود «که جذب آن برای همه خیلی راحت‌تر باشد.». لیندسی گراهام به ترامپ گفت کشتن سلیمانی مانند این است که «بلک‌جک ۱۰ دلاری را جلو بلک‌جک دستی ۱۰ هزار دلار» بازی کنی. در این کتاب اشاره شده که جینا هسپل، رئیس سازمان سیا، موافق کشتن سلیمانی بود و می‌گفت «وقت‌آن رسیده است که آمریکا سلیمانی را از میان بردارد».

### گزارش نیویورک‌تایمز
در ۲۲ دی ۱۳۹۸، روزنامه آمریکایی نیویورک‌تایمز در گزارشی، نوشت که برنامه‌ریزی برای ترور قاسم سلیمانی ۱۸ ماه طول کشید و آمریکا از یک و نیم سال قبل در حال طراحی «کشتن قاسم سلیمانی» بود. دونالد ترامپ در تعطیلات سال نو در اقامتگاه شخصی‌اش در فلوریدا رویداد حمله به سفارت آمریکا را از تلویزیون می‌دید، شدیداً خشمگین شد و در نهایت گزینه «کشتن قاسم سلیمانی» را از میان گزینه‌های ارائه شده جهت «بازدارندگی ایران» انتخاب کرد.
طرح کشتن سلیمانی، از زمان حملات به نفتکش‌ها و تأسیسات عربستان به‌طور جدی‌تر مطرح شد و از شهریور/ مهر ۱۳۹۸، مهره‌هایی از فرماندهی مرکزی آمریکا از جمله مسئول عملیات بمباران آمریکایی در سوریه و عراق، وارد ماجرا شدند. آمریکا نگران بود که قاسم سلیمانی به همراه یک مهره ارشد حزب‌الله همراهی کند که در صورت ترور هردو، امکان تقابل نظامی حزب‌الله با اسرائیل ممکن می‌شد.
در یک و نیم سال برنامه‌ریزی، آمریکا در حال به‌کارگیری مهره‌هایی از ارتش سوریه، نیروی قدس در دمشق، عوامل حزب‌الله در پایتخت سوریه، فرودگاه‌های دمشق و بغداد، کتائب (گردان‌های) حزب‌الله و سازمان حشدالشعبی برای لو دادن اطلاعات منجر به کشتن قاسم سلیمانی بود؛ برخی از عواملی که به کار گرفته شدند، اطلاعاتی را در مورد رفت‌وآمدهای قاسم سلیمانی لو می‌دادند. شبکه ان‌بی‌سی آمریکا در ۱۱ دی ۱۳۹۸، طی گزارشی گفته بود هنگامی که خبرچینان در فرودگاه دمشق، سوار شدن قاسم سلیمانی به هواپیمای ایرباس ای۳۲۰ شرکت خصوصی سوری را لو دادند، اطلاعات دریافتی از اسرائیل (موساد) نیز به تأیید این جزئیات کمک کرد.
قاسم سلیمانی با چند شرکت هوایی مختلف پرواز می‌کرد و اکثر موارد، بلیت‌اش تنها در آخرین لحظات تهیه می‌شد تا به دشمن برای تعقیب فرصت کافی ندهد. معمولاً آخرین فردی بود که سوار هواپیما می‌شد و در صندلی آخرین ردیف بخش بیزینس می‌نشست تا با فرود هواپیما زودتر بیرون بیاید. در پرواز شامگاه ۱۲ دی ۱۳۹۸، قاسم سلیمانی از دمشق به سوی بغداد با هواپیمای ایرباس شرکت «شام وینگز ایرلاینز» که مدت زیادی هم با تأخیر بلند شد، آخرین فردی بود که ثانیه‌هایی پیش از بسته شدن در هواپیما، وارد شد.
به نوشته نیویورک تایمز، جینا هسپل، رئیس وقت سی‌آی‌ای، معتقد بود که به حد کافی اطلاعات در مورد طرح حمله به اهداف آمریکایی در دسترس است و برای کشتن قاسم سلیمانی علاقه‌مندی نشان داد؛ ولی مایک پومپئو، وزیر وقت خارجه آمریکا، بعداً گفت که بهتر بود از عبارت‌هایی مثل «سلیمانی طرح‌هایی برای حمله به اهداف آمریکایی داشت» استفاده نمی‌شد. اسرائیل از کشتن سلیمانی خشنود شد ولی عربستان نگران بود که آمریکا طرحی برای رسیدگی به عقوبت این ماجرا نداشته باشد اما بعد از دیدار خالد بن سلمان، برادر ولیعهد سعودی، با مقامات کاخ سفید، این نگرانی سعودی برطرف شد.
به گزارش ان‌بی‌سی، جینا هسپل رئیس وقت سی‌آی‌ای و مارک اسپر، وزیر وقت دفاع آمریکا، از دو نقطه متفاوت در آمریکا، صحنه‌های ورود قاسم سلیمانی به بغداد و استقبال ابومهدی المهندس از او و سپس سوار شدن به خودرو را در حالی که سه پهپاد آمریکایی، هر یک مجهز به چهار موشک «هل‌فایر» بر فراز موقعیت قرار گرفته بودند، نگاه می‌کردند. دستور شلیک از مقر فرماندهی سنتکام در دوحه، پایتخت قطر، داده شد. هیچ‌یک از ده فرد سوار شده به دو خودرو زنده نماند.
روزنامه واشینگتن پست نوشت که کشتن قاسم سلیمانی بخشی از یک برنامه گسترده‌تر برای کشتن فرماندهان سپاه پاسداران و سران نیروهای نیابتی ایران در منطقه است. عبدالرضا شهلایی، مسئول بخش مالی شاخه قدس، هنگام حمله به قاسم سلیمانی از حمله پهپادی آمریکا در خاک یمن جان سالم بدر برد.
هنگام حمله موشکی ایران به نیروهای آمریکایی در عراق، مقامات آمریکا در اتاق وضعیت کاخ سفید و پنتاگون، صحنه‌های اصابت موشک‌های ایرانی به دو پایگاه آمریکایی در عراق را در حالی که نظامیان پیشتر و به سرعت از آن‌جا بیرون برده شده بودند، نظاره می‌کردند.

## تحلیل حقوقی
حسن روحانی دستور داد کشتن سلیمانی در خاک عراق توسط ترامپ، از نظر حقوقی بررسی شود. بررسی حقوقی این حادثه از نظر حقوقدانان جمهوری اسلامی همچون حسین میرمحمد صادقی به لحاظ حقوقی یک جنایت بین‌المللی تلقی شده و از آنجایی که قربانی آن یک ایرانی بوده در محاکم ایران قابل رسیدگی است. همچنین این حادثه مشتمل بر جنایت تجاوز سرزمینی است که در منشور ملل متحد و اساسنامه دادگاه کیفری بین‌المللی تعریف شده است. محمد واحدی تحلیلگر مسائل حقوق بشر در مصاحبه با خبرنگار اسپوتنیک در تهران نیز ابعاد حقوقی این واقعه را بررسی کرد. به نظر او حمله آمریکا به فرودگاه بغداد نقض حاکمیت و استقلال سیاسی عراق است و حمله مسلحانه به ایران نیز تلقی می‌گردد و حق دفاع مشروع بر اساس منشور ملل متحد و قواعد عرفی بین‌الملل وجود دارد. این حمله ناقض قوانین داخلی آمریکا نیز بوده؛ چرا که بدون مجوز کنگره آمریکا صورت گرفته است. آمریکا در توضیح اقدام خود به دفاع بازدارنده اشاره کرده است. اما از دیدگاه حقوقی دفاع در مقابل تجاوز معنا پیدا می‌کند که مبتنی سه اصل تناسب، ضرورت و فوریت است. به نوشته خبرگزاری دولتی روسیه، اسپوتنیک، ایران می‌تواند با استفاده از کنوانسیون ۱۹۳۷ به عملیات تروریستی استناد کند و در چارچوب مسئولیت بین‌المللی دولت ۲۰۰۱ به‌طور مستقل دست به اقدام متقابل بزند.
امیر ساعد، وکیل و عضو هیئت علمی دانشگاه تهران نیز، در تحلیل حقوقی این حادثه گفت: «با توجه به این حقیقت که از لحاظ حقوق بین‌الملل، ایران و ایالات متحده در وضعیت مخاصمه مسلحانه قرار ندارند، توسل به ابزارهای حقوق جنگ برای توجیه اقدام ایالات متحده در هدف قرار دادن سردار سلیمانی بدون وجه خواهد بود.» وی همچنین افزود تروریستی اعلام کردن سپاه پاسداران از سوی آمریکا در حدود قوانین داخلی آمریکا می‌باشد و استناد به آن در قلمرو سرزمینی کشور عراق وجاهت ندارد.

## واکنش‌ها و پیامدها

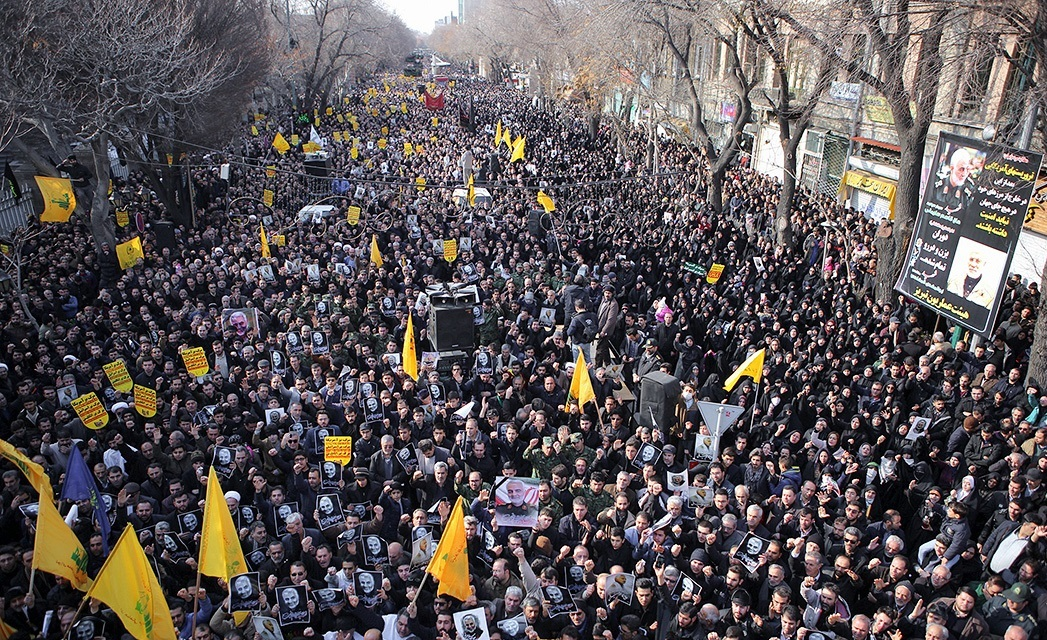
تظاهرات در ایران در پی کشته شدن قاسم سلیمانی

از مهم‌ترین واکنش‌ها و پیامدهای این عملیات، حمله موشکی سپاه پاسداران به پایگاه هوایی عین الاسد آمریکا در استان الانبار عراق، بود که منجر به تخریب بخشی از این پایگاه شد.
در بامداد هجدهم دی ماه ۱۳۹۸، حدود چهار ساعت پس از حمله موشکی سپاه پاسداران به پایگاه عین‌الاسد، شلیک پدافند هوایی تور ام-۱ سپاه پاسداران به سمت بوئینگ ۸۰۰–۷۳۷ اوکراین اینترنشنال (۲ دقیقه پس از تیک اف از باند 29R فرودگاه) باعث کشته شدن هر ۱۷۶ مسافر و خدمه پرواز ۷۵۲ UIA (تهران-کیف) شد.
دو روز بعد از این اتفاق، مجلس عراق رای به خروج تمام نیروهای نظامی آمریکایی از عراق داد.
اجساد قاسم سلیمانی، ابومهدی المهندس و سایر کشته شدگان در بغداد و کاظمین تشییع شد. هزاران نفر از مردم عراق در این مراسم حضور یافتند. مراسم تشییع در شهرهای اهواز، مشهد، تهران، قم و کرمان پیگیری شد. در این مراسم‌ها جمعیت گسترده چند صد هزار نفری شرکت کردند. در ۱۷ دی ۱۳۹۸، ۵۶ تن از افراد تشییع کننده قاسم سلیمانی در کرمان، شامل ۳۵ مرد و ۲۱ زن جان خود را از دست دادند و ۲۱۳ نفر نیز مصدوم شدند. فشردگی جمجمه، شکستن استخوان‌ها و خفگی از عوامل مرگ جان‌باختگان به دلیل ازدحام جمعیت عنوان شده است. در روزهای بعد، عباس آمیان، مدیرکل پزشکی قانونی استان کرمان، آخرین تعداد کشته شدگان مراسم را ۶۲ نفر اعلام کرد.
پس از کشته شدن قاسم سلیمانی، برخی از کاربران شبکه‌های اجتماعی با نگاهی طنز در اشاره به نحوه کشته شدن او از غذای «کتلت» نام می‌برند.
در ۱۳ دی ۱۴۰۱ نواب ابراهیمی، آشپز پس از انتشار پست‌هایی دربارهٔ آموزش کتلت و چند غذای دیگر توسط نیروهای امنیتی جمهوری اسلامی بازداشت و به زندان اوین منتقل شد. همچنین کافه او نیز پلمپ و حساب کاربری اینستاگرام او غیرفعال شد.

## کشته‌شدگان
1. قاسم سلیمانی (سرلشکر پاسدار)[۴۲]
2. حسین پور جعفری (سرتیپ پاسدار)[۴۳][۴۴][۴۵]
3. شهروز مظفری‌نیا (سرهنگ پاسدار)[۴۳][۴۴][۴۵]
4. هادی طارمی (سرگرد پاسدار)[۴۳][۴۴][۴۵]
5. وحید زمانی‌نیا (سروان پاسدار)[۴۳][۴۴][۴۵]
6. ابومهدی المهندس، معاون نیروهای حشد شعبی[۴۴][۴۵]
7. محمدرضا الجابری، مدیر روابط عمومی حشد شعبی[۴۴][۴۵]
8. محمد الشیبانی[۴۶]
9. حسن عبدالهادی[۴۷]
10. حیدر علی[۴۸]

## نحوه انجام عملیات
روزنامه دیلی میل به نقل از یک فرمانده شبه‌نظامی محلی در عراق نوشت دو موشک به خودروی حامل قاسم سلیمانی و ابومهدی مهندس اصابت کرده است. به گزارش خبرگزاری دانشجویان ایران به نقل از شبکه العهد عراق، روایت‌های متفاوتی پیرامون پهپادهایی که عملیات ترور قاسم سلیمانی و ابومهدی المهندس را انجام داده‌اند، گفته می‌شود؛ یک روایت اینگونه است که دو پهپاد آمریکایی از خاک کشور کویت بلند شده و داخل حریم هوایی عراق شدند و این عملیات را اجرایی کردند، از سویی دیگر ستاد نیروهای مسلح کویت بعد از گذشت چند ساعت این خبر را تکذیب کرد. روایت معتبر تر نیز اشاره می‌کند که یک پهپاد آمریکایی از پایگاه العدید واقع در دوحه قطر (با کنترل از ایالت نوادا) برمی‌خیزد و این عملیات ترور را انجام می‌دهد. در بیانیه پدافند هوایی عراق اینگونه آورده شده است که سه پهپاد آمریکایی غیر مسلح در روز پنجشنبه به حریم هوایی بغداد ورود پیدا می‌کنند و پس از انجام عملیات در همان شب به سمت اردن به پرواز در می‌آیند. بنا به گفتهٔ احمد الاسدی، نماینده پارلمان عراق: «پهپادهایی که عملیات ترور را انجام دادند سه پهپاد آمریکایی بودند و از پایگاه عین الاسد برخاستند و از صبح روز پنجشنبه به مدت ۲۰ ساعت در آسمان بغداد درحال حرکت بودند و بعد از انجام عملیات ترور مستقیماً به پایگاه عین الاسد بازگشتند.»
طبق گزارش نیویورک پست حمله توسط جنرال اتمیکس ام‌کیو-۹ ریپر انجام گرفت.